# 訴状
訴状（そじょう）とは、裁判所に民事訴訟（または人事訴訟）を提起するに当たって原告が裁判所に提出する、訴えの内容について記載された裁判書面をいう。

## 日本法における訴状
日本では、民事訴訟手続において、争いのある訴訟物を特定して、裁判所に判断を求めるために原告本人または訴訟代理人が作成し提出する書面のことを指す。
訴えの提起は訴状を裁判所に提出してしなければならず（民訴法133条1項）、裁判所宛の正本に加え、相手方となる被告の人数分の副本を添付する必要がある。
また、訴状提出の際に、民事訴訟費用等に関する法律所定の手数料を収入印紙で納付し、訴訟費用の概算額の郵便切手を予納する。

### 必要的記載事項
民訴法133条2項により、以下の事項は必ず記載しなければ訴状として成立しない。

#### 当事者および法定代理人の表示
当事者を、住所（法人の場合は本店所在地）および氏名により特定する。
当事者の特定ができるのであれば、氏名を通称や芸名で記載してもかまわない。

#### 請求の趣旨
原告が求める判決主文に相当するものを請求の趣旨として記載する。
原告が実体法上有している権利の範囲内であれば、いかなる請求の趣旨を設定するかは原告の自由である。実体法上の私的自治（財産権行使の自由）を訴訟法的に反映した処分権主義のあらわれである。
同様に処分権主義に基づき、裁判所が一部認容判決をすべき場合には、請求の趣旨が判決の上限を画することになる。

#### 請求の原因
請求（訴訟物）を特定するのに必要な請求の原因は訴状に必ず記載しなければならない。
確認訴訟においては請求の趣旨だけで請求が特定されることもあるが、給付訴訟および形成訴訟においては請求の趣旨だけでは請求が特定できない。したがって、請求を特定するのに必要な請求の原因を記載することが必要となる。
請求の原因の末尾には、訴訟物を端的に明らかにする結論部分を記載することが通例である。前述のとおり請求の趣旨だけでは原告の主張する法律構成が必ずしも明らかにならないことから、端的に法律構成を宣明することによって当事者および裁判所の理解を共通化し、審理の迅速化に寄与しようというものである。この結論部分は「よって、原告は、被告に対し、〜に基づき〜を求める。」といった文面になることが多いため、「よって書き」と通称される。
簡易裁判所に提出する訴状においては紛争の要点を記載するだけで足りる（民訴法272条）。

### 実質的記載事項
- 原告またはその代理人の郵便番号および電話番号（ファクシミリの番号を含む。）を記載しなければならない（民訴規則53条4項）。原告ないし原告代理人への連絡を円滑に行うためである。
- 請求の原因には攻撃防御方法として請求を理由づける機能もあり、これに対応した記載も必要となる（民事訴訟規則53条1項）[5]。すなわち、この点で訴状は準備書面としての機能も有しているのであり、請求の趣旨記載の法律効果を発生させる法律要件に該当する要件事実を漏れなく記載することが必要となり、かつ重要な関連事実も記載することも必要となる[6]。

### 添付書類
- 証拠を記載し、かつ重要な証拠の写しを添付することが求められている（民訴規則53条、55条）。刑事訴訟における起訴状においては、裁判官の予断を与えるため証拠の添付が禁止されている（起訴状一本主義）が、民事事件では刑事事件と異なり予断排除の必要に乏しく、第1回口頭弁論期日前に裁判所および被告が原告の主張の全体像および重要な証拠を確実に把握し、被告が当該訴訟に対する方針を決定することが、迅速な裁判の実現に欠かせないことからこれらの事項の記載が要求されている。
- 不動産に関する事件については、対象物件の登記事項証明書の添付が必要である（民訴規則55条）。

### その他
裁判長の訴状審査権（民訴法137条）
当事者および請求が特定されていない場合、または収入印紙金額の納付が不足する場合（実務的には他に予納郵券が納付されていない場合も含む。）は、裁判長は補正命令を発して、相当の期間を定め、訴状記載事項の補充・訂正または不足額の納付を命じなければならない（民訴法137条1項）。
原告が不備を補正しないときは、裁判長は訴状を却下しなければならない（民訴法137条2項、訴状却下命令）。この訴状却下命令は、却下の判決とは異なるものであり、命令に対する即時抗告が行える（民訴法137条3項）。
訴状却下の際、通常は原告に原告が提出した訴状が返還される（民訴法137条2項の訴状却下命令への抗告の際にはこの訴状を提出しなければならない（民訴規則57条参照）。）。
補正命令なく訴訟係属した場合であっても、主張が不明瞭である場合は当事者に釈明処分を命じることができる。
訴状の送達（民訴法138条）
訴状の送達は原告によって提出された副本によって行われる（民訴規則58条1項）。
書面によらない訴えの提起（民訴法271条、273条）
簡易裁判所における手続では、訴えの提起は口頭でもよいので、当事者が訴状を作成することは必ずしも必要ではない。もっとも簡易裁判所の窓口に訴状用紙が備え付けられているので、訴えの口頭提起は実際には稀である。
当事者の確定
氏名冒用訴訟などで当事者を誰として手続の進行や判決の効力をどう考えるか問題になるが、訴状の記載を基準とすべきとする表示説の立場が通説的見解である。

## 海外における訴状

### アメリカ
アメリカ連邦法における訴状は、原告の被告に対する請求と、裁判所に求める法的救済を記載すべき書面と定義される。原告の主張は請求を基礎付けるに足る程度に（もっともらしさ、plausibilityが満たされる程度に）簡潔に記載すればよく、立証しようとする事実を網羅する必要もない。
訴状の記載内容がこのように簡素化されたのは、1938年民事訴訟規則が採用した「ノーティス・プリーディング（Notice pleading）」制度によるものである。これは、19世紀ごろまでに、訴訟類型や管轄裁判所によって訴状の要件自体が異なるなど、訴訟が過度に技術化し、実体的正義の実現が妨げられていたことの反省から、実体的権利関係を訴訟技術から分離させるため、訴状においてはおおよその争点の告知などが行われていれば足りると制度改正が図られたものである。